# 腫瘤分級
在病理学上，學界會訂出不同分級（grading）標準評估腫瘤的狀態。有些腫瘤分級僅用於惡性腫瘤（癌症），有些則涵蓋良性腫瘤。一般來說，腫瘤的分級會參考細胞的分化情形。腫瘤分級與分期（Staging）並不相同，分期是以臨床狀態及遠端轉移與否進行評估，分級則是藉由病理學的標準進行分類。

## 外部連結
- CancerWeb （页面存档备份，存于）
- Atlas Interactif de Neuro-Oncologie （页面存档备份，存于）